# Buriden
Die Buriden waren eine türkstämmige Dynastie, die während des 12. Jahrhunderts für vier Generationen über Damaskus als unabhängige Emire herrschten.
Stammvater der Dynastie war Tughtigin, der ein freigelassener Militärsklave (mamlūk) des Seldschukenfürsten von Syrien Tutusch I. († 1095) war. Von diesem wurde er zum Tutor (Atabeg) seines Sohnes Duqaq († 1104) ernannt, für den er ab 1095 in Damaskus die Regierungsgeschäfte erledigte. 1104 vertrieb Tughtigin die Seldschukenprinzen aus Damaskus und sicherte damit die faktische Alleinherrschaft seiner Familie.
Die Buriden waren Anhänger des sunnitischen Islam, allerdings hatte Tughtigin in Damaskus die schiitische Gemeinschaft der Nizariten (bei den Christen als „Assassinen“ bekannt) protegiert, die aber sein Sohn Buri nach einem Pogrom 1129 vertrieb. Während des zweiten Kreuzzuges verteidigte die Dynastie 1148 Damaskus für den Islam.
Seit 1128 standen die Buriden in Rivalität zu den Zengiden von Aleppo um die Vormachtstellung in Syrien. Diesen Kampf verloren sie 1154, als der Zengide Nur ad-Din Mahmud in Damaskus einziehen konnte. Der letzte Buride starb im Exil zu Bagdad.

## Stammliste
1. Zahir ad-Din Tughtigin († 12. Februar 1128), Emir von Damaskus.
  1. Tadsch al-Muluk Buri († 9. Juni 1132), Emir von Damaskus; ⚭ mit Zamarud Khatun.
    1. Baha ad-Din Sawindsch († 1134), Statthalter von Hama.
    2. Schams al-Muluk Ismail († 1. Februar 1135), Emir von Damaskus.
    3. Schihab ad-Din Mahmud († 1139), Emir von Damaskus.
    4. Dschamal ad-Din Muhammad († 1139/40), Emir von Damaskus.
      1. Mudschir ad-Din Abaq († 1169), Emir von Damaskus.